# Emsetal
Emsetal é uma vila e antigo município da Alemanha localizado no distrito de Gota, estado de Turíngia. Desde 31 de dezembro de 2013, faz parte do município de Waltershausen.